# قطعنامه ۹۶ شورای امنیت
قطعنامه ۹۶ شورای امنیت سازمان ملل متحد که در تاریخ ۱۰ نوامبر ۱۹۵۱ تصویب شد، سندی بین‌المللی دربارهٔ مسئلهٔ هند-پاکستان است. این قطعنامه طی نشست ۵۶۶ام با ۹ موافق، ۰ مخالف و ۲ ممتنع تصویب شد.